# ...And the Bag's in the River
...And the Bag's in the River is de derde aflevering van de televisieserie Breaking Bad. De aflevering werd voor het eerst uitgezonden in de Verenigde Staten op 10 februari 2008.

## Verhaal
Walter en Jesse ruimen de ingewanden van het lijk op. Ondertussen is Krazy 8 in de kelder terug bij bewustzijn gekomen. Dat maakt de opdracht van Walter er niet eenvoudiger op, want Krazy 8 vermoorden, is nog steeds de enige oplossing. Hij probeert de voor- en nadelen van een eventuele moord op te sommen. Maar ondertussen begint hij een gesprek met Krazy 8. De twee lijken een soort van vriendschap te ontwikkelen.
Ondertussen zit Jesse zwaar aan de methamfetamines die hij samen met Walt gemaakt heeft. Hij houdt zich verscholen bij een drugsverslaafde prostituee.
Skyler wil haar zus Marie iets vertellen over Walter die marihuana rookt. Maar Marie laat haar amper uitspreken en concludeert uit het halve verhaal dat Walter Junior aan de drugs zit. Ze licht haar echtgenoot Hank in en raadt hem aan om Walter Junior de gevolgen van drugsgebruik te tonen. Hank neemt Walter Junior mee en toont hem hoe een drugsverslaafde vrouw eruitziet. Het blijkt dezelfde vrouw te zijn als degene waarbij Jesse zich verschuilt.
Wanneer Walter ontdekt dat Krazy 8 geen goede bedoelingen heeft en hun vriendschap slechts een manier is om zijn vertrouwen te winnen, vermoordt hij de dealer. Krazy 8, die met een fietsslot rond zijn nek vastzit, wordt door Walter gewurgd. De dealer verwondt Walter aan zijn been, maar tevergeefs. Krazy 8 sterft en Walters opdracht zit er eindelijk op.

## Cast
- Bryan Cranston – Walter H. White
- Anna Gunn – Skyler White
- Aaron Paul – Jesse Pinkman
- Dean Norris – Hank Schrader
- Betsy Brandt – Marie Schrader
- RJ Mitte – Walter White Jr.
- Maximino Arciniega – Krazy 8
- Steven Michael Quezada – Gomez

## Titel
De titel van de aflevering is het tweede deel van een zin. Het eerste deel van die zin is de titel van de vorige aflevering. De volledige zin luidt: cat's in the bag and the bag's in the river (Nederlands: de kat is in de zak en de zak is in de rivier). Dit is een quote uit de film Sweet Smell of Success (1957).
J.J. Hunsecker: That means you've got a plan. Can you deliver?
Sidney Falco: Tonight, before you go to bed. The cat's in the bag and the bag's in the river.